# 牛宮城
牛宮城（ぎゅうぐうじょう）は、宮迫博之が経営し、YouTuberのヒカルが宣伝担当を担う焼肉店。

## 概略
事の発端は2021年2月11日の雨上がり決死隊の宮迫のYouTubeチャンネルで公開されたヒカルへのドッキリで、宮迫が「焼肉店をするから1億円貸してほしい」と告げるというドッキリをしたが、ヒカルはあっさりと了承し、本当に焼肉店をすることになった。
同年8月31日、宮迫のYouTubeチャンネルにて、かねてより発表していた、ヒカルが出資、宮迫がプロデュースを行う焼肉屋、牛宮城が東京の渋谷で10月初旬にオープンする予定だと発表された。
同年10月1日、オープンが延期された。
同年11月11日、牛宮城にてヒカルが完全に経営から撤退することが発表され、今後は宮迫チームのみで経営していくこととなった。いまのままではいつオープンできるかわからない状況だといい、互いの求めるクオリティが異なるため共同経営するのは難しいとの判断で、話し合いの末、撤退が決まったという。元々は完全な撤退ではなく、ある程度共同経営の形を取ったままでいることをヒカル側が提案したが、宮迫チームの判断により完全に撤退することが決まったとのこと。また、経営自体の撤退について、「宮迫チームとしても撤退を考えたんですが、達成できていない試みであったり、プロジェクトがあるなかで、その中で我々も撤退するのはちがうのかなと。もっと真剣に向き合ってやりきるべきなのではないかと考えました。最初のコンセプトは変わってしまうかもしれませんけど、迷惑をかけた人たちにも喜んでもらえる焼肉屋さんをつくるために、頑張ります」と語っている。
2022年2月28日、牛宮城にてヒカルが経営に携わらない宣伝担当として復帰することを宮迫とヒカルのYouTubeチャンネルで発表した。
同年3月1日、牛宮城がオープンした。

## 概要
SNSでは、オープン直後の2022年4月の時点で「日本一予約が取れない焼肉店」ともいわれる人気であったとされており、有名人の江頭2:50や堀江貴文やひろゆきなども来店している。
ヒカルが2021年9月28日にYouTubeに公開した牛宮城の試食動画で、長芋キムチに甘さがない、寿司のシャリがおおい、メロンがかたい、牛タンが全然おいしくない、肉寿司がめっちゃまずいなどのダメ出しをした。結局、求めるクオリティに達していないというヒカルの判断で、同年10月1日、オープンは延期されることになった。
オープン時の店頭には出川哲朗やカンニング竹山からの祝福の花束があった。
他にもTKOの木下隆行や、キングコングの西野亮廣などが来店している。
2023年5月29日、宮迫博之が自身のツイッターにて、牛宮城に爆破を予告する書き込みが見られ、警察に相談。法的措置を講じたと発表。ヒカルのYouTubeチャンネルにて公開された動画にて、チャット欄に爆破予告が書き込まれたという。